# Nassenwil
Nassenwil ist eine Ortschaft in der Gemeinde Niederhasli im Bezirk Dielsdorf des Kantons Zürich in der Schweiz.
Nassenwil liegt etwa 2,5 km von Niederhasli und etwa 0,5 km von der Durchgangsstrasse Dielsdorf–Regensdorf entfernt. Das Dorf besteht aus einigen Bauernhöfen und im Jahre 1997 entstand die erste Einfamilienhausüberbauung mit dem Namen «Wohnpark Haberholz». In Nassenwil lebten im Jahre 2008 insgesamt 259 Einwohner, in 70 Gebäuden und 84 Wohnungen.
Bis zum Jahre 1927/28 war Nassenwil eine eigene Zivilgemeinde in Niederhasli. Nassenwil hatte auch ein eigenes kleines Schulhaus. Das Gebäude besteht heute noch, wurde jedoch zum Wohnhaus umgebaut.
Dank der für den Autoverkehr günstigen Lage ist Nassenwil ein immer beliebterer Wohnort, der trotz des Fluglärms noch in einer ruhigen Talsenke liegt. Mit öffentlichen Verkehrsmitteln ist der Ort von Montag bis Sonntag mit einem Rufttaxi erschlossen. Dieses verkehrt unregelmässig im Stundentakt und bedient Nassenwil und den Bahnhof Niederhasli in beide Richtungen.

## Flugzeugabsturz
Bekannt wurde Nassenwil durch den Unfall des Crossair-Fluges 498, einer Saab 340 der Crossair am 10. Januar 2000. Die Maschine – auf dem Weg von Zürich nach Dresden – stürzte kurz nach dem Start etwa 500 Meter nördlich des Dorfes auf ein Feld, wobei alle 7 Passagiere und 3 Besatzungsmitglieder ums Leben kamen. An der Unfallstelle wurde ein Denkmal errichtet.